# Ana Beatriz Barros
Ana Beatriz Barros El Chiaty (Itabira, Minas Gerais; 29 de mayo de 1982) es una modelo brasileña.

## Biografía
Ana Beatriz nació en una pequeña ciudad de Itabira, Minas Gerais, Brasil, hija de Reinato Barros, un ingeniero mecánico y Sonia, un ama de casa. Más tarde, su familia se mudó a Río de Janeiro, donde pasó su infancia. Barros es de ascendencia española, portuguesa, e italiana y es la menor de tres hermanas, Patricia, quien también es una modelo muy conocida, y Malu (María Luisa). Actualmente vive en Manhattan.

## Carrera
La descubrió el director de la agencia de modelos Elite cuando se encontraba de vacaciones en Brasil. En 1998 ganó el concurso de Imagen del Año Elite de Brasil y quedó en segundo lugar en la edición internacional del mismo concurso. Luego tuvo una oferta para realizar el que probablemente es su trabajo más conocido, con Guess?.
Ha aparecido siete veces consecutivas en Sports Illustrated Swimsuit Issue (2002, 2003, 2004, 2005, 2006, 2007, 2008) y ha modelado también en la pasarela de Victoria's Secret.

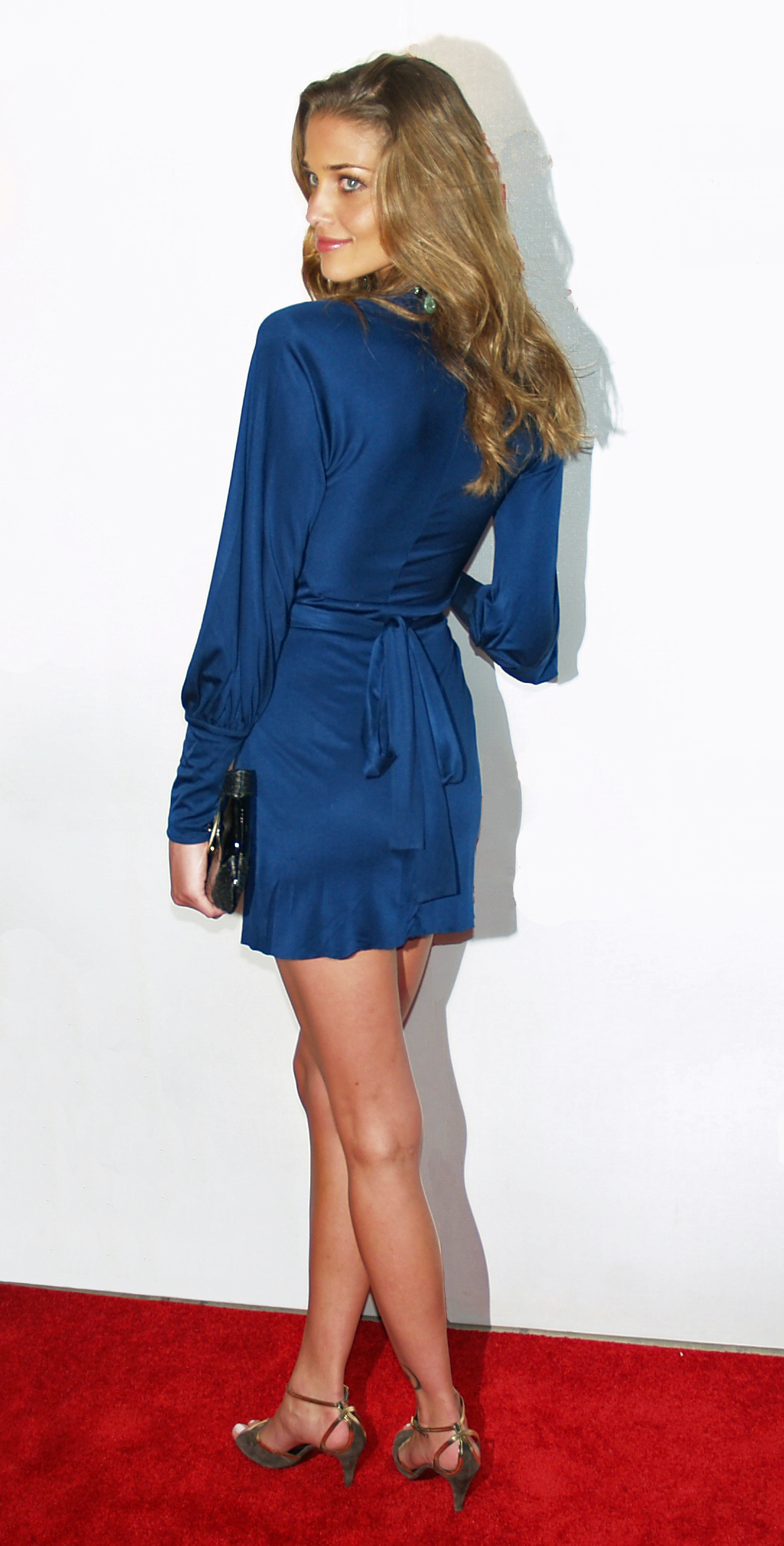
Ana Beatriz Barros

Ha aparecido en la portada de revistas como Vogue, Marie Claire, Allure, y revistas brasileñas como Capricho y Audi, entre otras.
Es considerada una de las modelos con más carisma en la pasarela.

## Vida personal

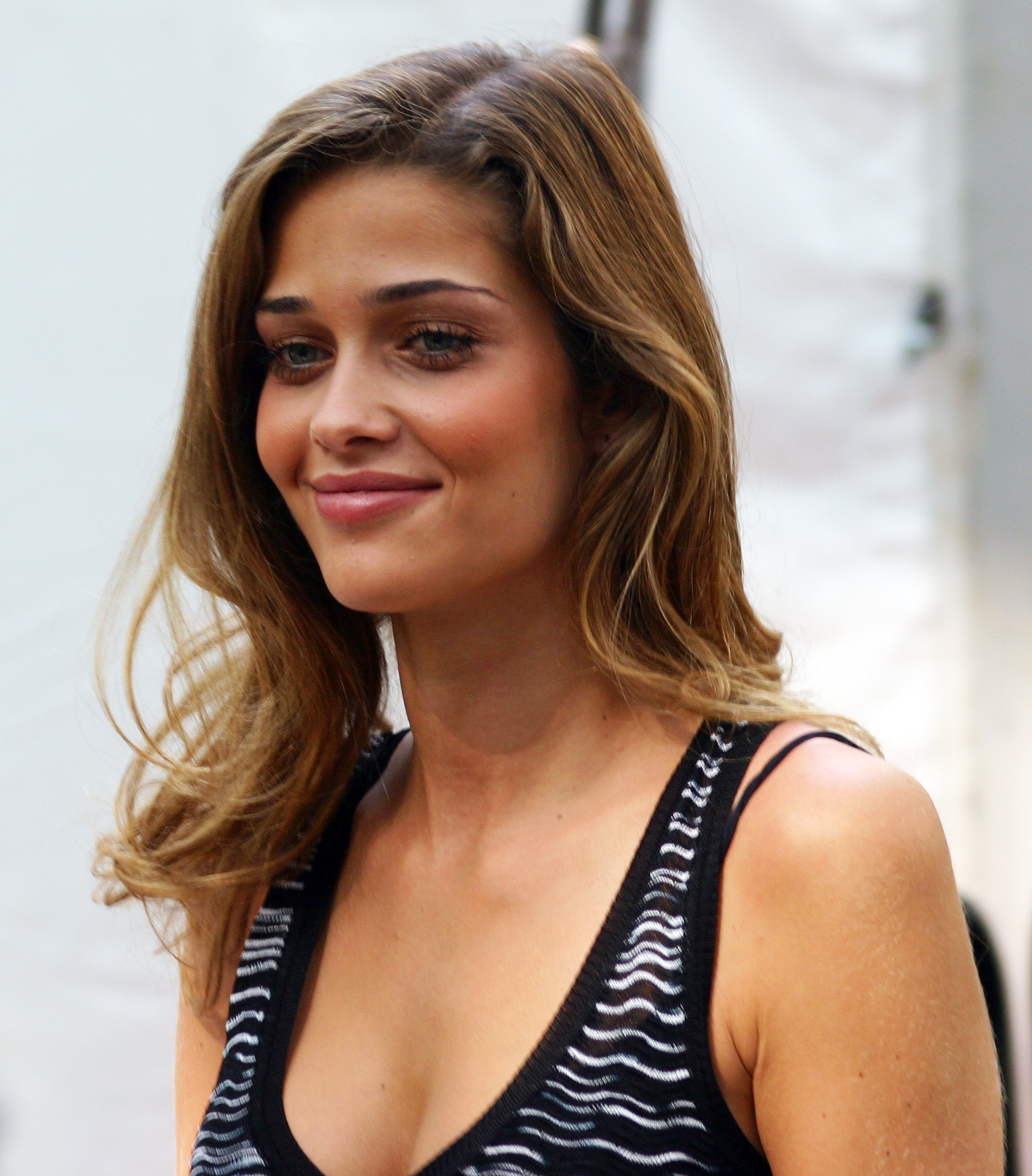
Ana Beatriz Barros

Barros se casó con el millonario griego-egipcio Karim El Chiaty en la isla griega de Miconos el 8 de julio de 2016. Los invitados incluyeron a las modelos de Victoria's Secret, Alessandra Ambrosio, Adriana Lima, Isabeli Fontana y Fernanda Motta.
En diciembre de 2017, dio a luz al primer hijo de la pareja, un varón llamado Karim Hamed. Su segundo hijo, otro varón llamado Alexander Omar, nació el 20 de febrero de 2020.